# Аларкон, Анхель
А́нхель Аларко́н Галио́т (исп. Ángel Alarcón Galiot; родился 15 мая 2004, Кастельдефельс, Испания) — испанский футболист, вингер португальского клуба «Порту B».

## Клубная карьера
Воспитанник каталонских клубов «Эспаньол» и «Барселона», Аларкон дебютировал за фарм-клуб последнего в 2021 году. 19 января 2023 года Анхель дебютировал за основную команду «Барселоны» в матче Кубка Испании против «Сеуты», а уже 19 февраля того же года он дебютировал в Ла Лиге в матче против «Кадиса».

## Карьера в сборной
Выступал за сборные Испании до 15, до 16 и до 19 лет.

## Достижения
«Барселона»
- Чемпион Испании: 2022/23